# Pierre Freudl
Pierre Freudl (* 5. August 1983) ist ein deutscher ehemaliger Handballspieler. Seine Körpergröße beträgt 1,90 m.
Freudl begann mit dem Handballspielen bei den Minis und in der E-Jugend des TV Möglingen. Danach wechselte er in der Jugend zum GSV Hemmingen und später zum TV Kornwestheim, wo er auch in der 2. Bundesliga eingesetzt wurde. Von Kornwestheim wechselte Freudl zum Regionalligisten TV Bittenfeld. Aus Bittenfeld wechselte Freudl nach zwei Jahren zurück zum TV Kornwestheim. 2006 wechselte er zum neu begründeten Zweitligisten HBR Ludwigsburg, obwohl er zwischenzeitlich bereits dem TV Oppenweiler zugesagt hatte. Nach der Insolvenz der HBR im Juli 2007 wechselte Freudl zum Regionalligisten TSV Neuhausen. Aus Neuhausen wechselte Freudl in der Winterpause 2009 zum Zweitligisten SG BBM Bietigheim. Nachdem er am Ende der Saison 2012/13 bei Bietigheim keinen neuen Vertrag mehr erhalten hatte, war Freudl zweieinhalb Monate vereinslos und wechselte dann im August 2013 zum Oberligisten SG Nußloch. In der Saison 2013/14 stieg Freudl, der mit 235 Treffern Torschützenkönig der Oberliga wurde, mit der SG Nußloch in die 3. Liga auf. Zur Saison 2017/18 wechselte Freudl zum Drittligisten TSB Heilbronn-Horkheim. Dort beendete er 2021 seine Karriere.
Freudl wurde als rechter und linker Rückraumspieler eingesetzt.
Freudl hat den Beruf eines Bankkaufmanns erlernt.